# Gymnomitrion denticulata
Gymnomitrion denticulata là một loài rêu tản trong họ Gymnomitriaceae. Loài này được (Berggr.) R.M. Schust. miêu tả khoa học lần đầu tiên năm 1963.